# 舟山路 (台北)
舟山路，位於台灣台北市大安區，是國立台灣大學內部一條東北－西南走向的街道，西起銘傳國小及台北捷運公館站，東抵接近基隆路、辛亥路口的教職員宿舍，全長約1.3公里。

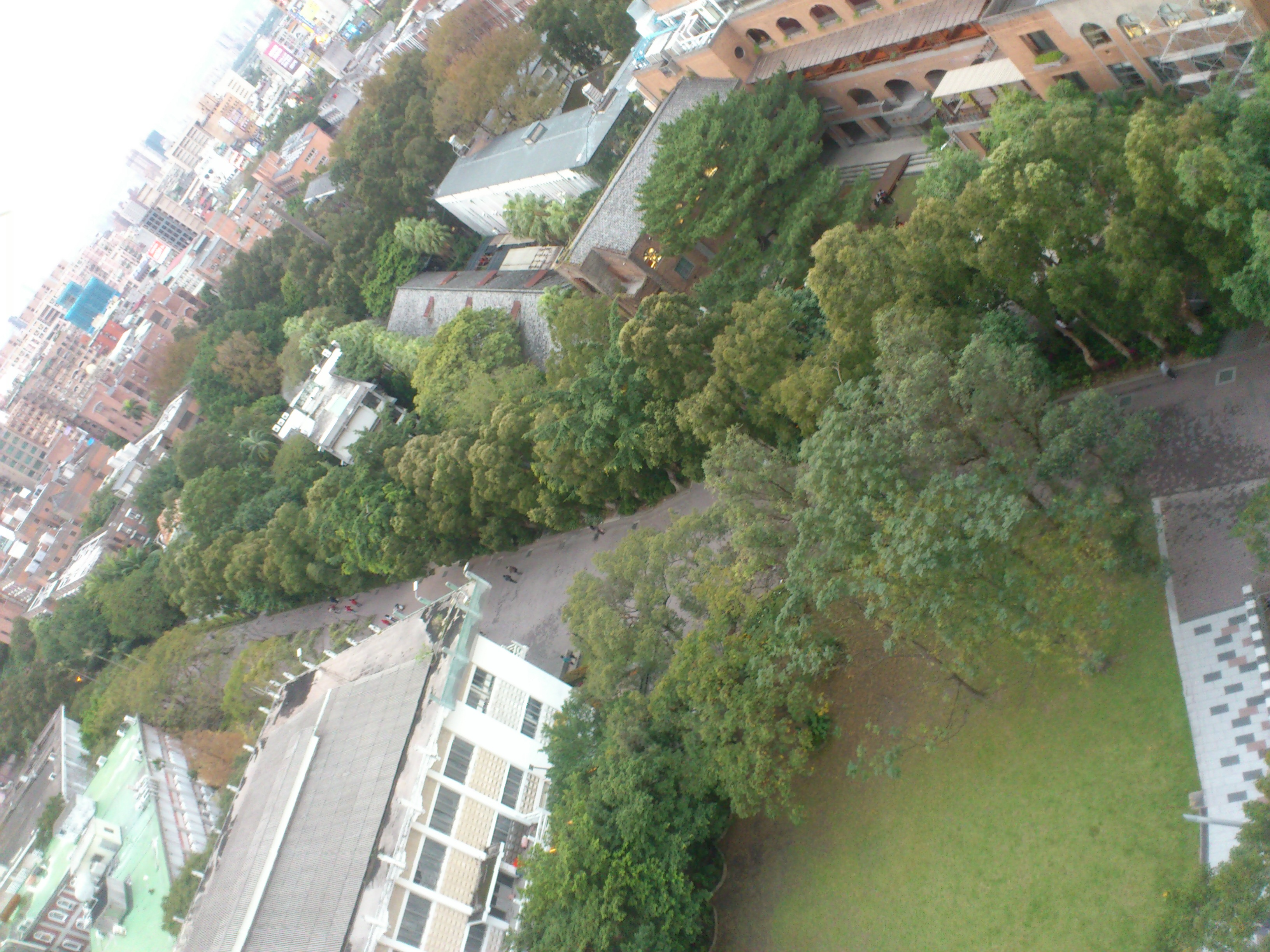
舟山路俯視圖

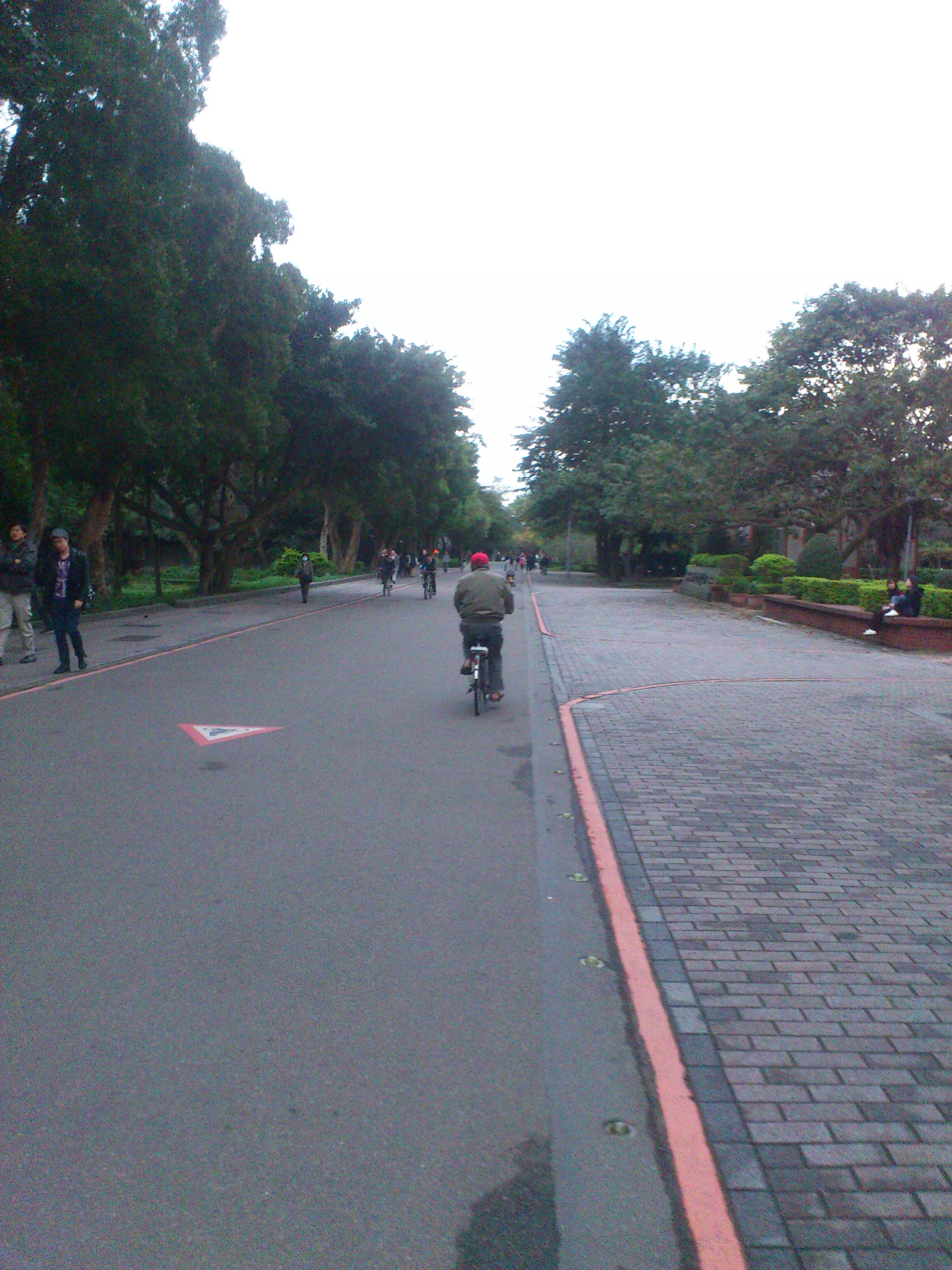
舟山路街景

## 歷史
此路原為台北市重要幹道基隆路的南段。1954年，於和平東路至羅斯福路之間開始修築基隆路的新線（基隆路三段、四段）；新線在1973年通車後，基隆路舊線便更改名為「舟山路」。1989年時台灣大學校方與台北市政府協議，以退縮基隆路校地來使舟山路劃歸為台大校內用地，舟山路於是在1999年改屬台大管轄。校方打破原先圍牆，使舟山路成為行人徒步區，並將兩側各系館庭園開放，鹿鳴館並成為委外商業休憩空間。
臺大總務處於舟山路上分段進行景觀改造工程，中段部份（鹿鳴堂至生態池）完工後，於2005年獲得臺北市政府都市發展局「第四屆臺北市都市景觀大獎」特別獎。至2008年7月，地質系至羅斯福路口路段完工，兩側校園景觀終告縫合完成，景觀也取得一致性。

## 事件

### 更名爭議
舟山路在改名前為基隆路三段，後因為基隆路三段改道而必須改名，台大申請將該路更名為大學路或僑光路（位於路上的鹿鳴堂原稱僑光堂，原為僑務委員會產業），然而台北市政府在申請發出三個月後將之駁回，並依中國浙江省舟山群島之名改名為舟山路。
市府片面決定的路名在當時常被聽成「松山路」或「中山路」造成零星糾紛，作家薇薇夫人也投書評論此事。

### 廢路爭議
台大從1989年9月開始與台北市政府協調，並於1997年2月完成舟山路沿路土地的徵收作業，於1997年3月通過初步的廢路申請，最後在1999年同意內縮基隆路沿線3.64公尺校地作為無遮人行道，始完成舟山路的廢路。
舟山路全線為都市計畫「學校（台大）用地」，1985年台大便與市府達成共識，收購舟山路兩側土地以達成廢路的申請條件，借用台大土地的銘傳國小、國立編譯館、行政院原子能委員會等單位也同意廢道，然而在1989年提出廢路申請後，當地居民因為行車方便之故強烈反彈，使廢路計畫一再延宕，甚至台北市議員李慶元也出面協調，要求台大讓出鄰近基隆路的校區3.64公尺做為一線車道，並答應規劃可容納110個停車位。終於在1999年8月正式完成廢道程序。

### 全面管制機車爭議
舟山路在封路回收後，機車通勤的台大師生成為舟山路最大的使用者，然而因為道路狹小，以及鄰近校舍施工，造成交通壅塞，上課時間人車搶道，其餘時間甚至夜間荒涼人煙罕至，甚至還有割腿之狼犯案。2000年8月5日，台大校方收回舟山路，因治安以及交通因素，同年11月30日決定「全面封閉舟山路，禁行禁停機車」的決策，因而造成機車通勤學生的大力反彈。2001年2月1日正式封閉舟山路，台大學生要求與校方溝通不成，部分學生便組成「光明之舟山路游擊隊」。2001年3月22日凌晨，光明之舟山路游擊隊在舟山路上築起磚牆，阻止汽車進入。雖然圍牆被輕易拆除，但是此舉讓校方的態度更加強硬，「舟山路權行動聯盟」雖聲稱該舉動與聯盟無關，台大仍不接受此一說法。儘管校方與學生多次爆發衝突，仍然改變不了現狀。

## 外部連結
- 臺灣大學總務處 校園景觀 舟山路
- 台北市舟山路舊景 | Flickr – 相片分享！
- 台大路權擺不平　議員建議重開舟山路 - 台灣立報
- 臺大校園十二美景——舟山路 （页面存档备份，存于）